# Pyrenecosa spinosa
Pyrenecosa spinosa là một loài nhện trong họ Lycosidae.
Loài này thuộc chi Pyrenecosa. Pyrenecosa spinosa được J. Denis miêu tả năm 1938.